# Lucy Spoors
Lucy Spoors, född den 24 december 1990 i Christchurch, är en nyzeeländsk roddare. Hennes syster Phoebe Spoors är också roddare.

## Karriär
Lucy Spoor ingick i det nyzeeländska laget som tog silver i åtta med styrman vid olympiska sommarspelen 2020 i Tokyo. Vid OS 2024 i Paris tog hon guld tillsammans med Brooke Francis i dubbelsculler.